# Robert Mansel (Politiker)
Hon. Robert Mansel (* 2. November 1695; † 29. April 1723) war ein britischer Politiker. 
Mansel entstammte der walisischen Familie Mansel und war der älteste Sohn von Thomas Mansel, 1. Baron Mansel und von Martha Millington. Er galt als aktiver Jakobit, dessen Name James Francis Stuart, dem Old Pretender, 1721 für eine geplante Rebellion zur Wiedereinsetzung der Stuarts als Führer in Glamorgan genannt wurde. Mansel wurde im Dezember 1721 bei einer Nachwahl als Abgeordneter für Minehead für das House of Commons gewählt. Er starb jedoch bereits 1723, wenige Monate vor dem Tod seines Vaters.
Er heiratete im April 1718 Anne Shovell († 1741), eine Tochter und Miterbin von Admiral Sir Clowdisley Showell († 1707), Gutsherr von Crayford in Kent. Er hatte mit ihr zwei Söhne und eine Tochter. Sein Erbe wurde sein Sohn Thomas Mansel, 2. Baron Mansel (1719–1744). Während der Minderjährigkeit seines Sohnes verwaltete sein Bruder Hon. Bussy Mansel die umfangreichen Besitzungen der Familie in Südwales.  